# Ари ден Хартог
Ари ден Хартог (хол. Arie den Hartog; 23. април 1941 — 7. јун 2018) бивши је холандски професионални бициклиста у периоду од 1964. до 1970. Највећи успјеси су му освајање Милано—Санрема 1965. и Амстел голд рејса 1967. У каријери је остварио 30 побједа.

## Каријера
Ари ден Хартог је почео аматерску каријеру 1960. и тада је завршио други на трци Чам за аматере. Прву побједу остварио је 1962, док је исте године завршио на трећем мјесту на Свјетском првенству за аматере.
Професионалну каријеру почео је 1964. и прве сезоне остварио је 11 побједа. Највећа је била освајање Тур де Луксембурга, уз двије етапе и освајање етапе на Вуелта Андалузији. Године 1965. остварио је највећу побејду у каријери, освојио је Милано—Санремо, док су му други добри резултати били друго место на националном првенству, треће на Тур де Луксембург трци и осмо на Гран при дес натионс, трци на хронометар. Године 1965, возио је Тур де Франс по први пут, али га је напустио током девете етапе. Године 1966. освојио је Вуелта а Каталуња трку, уз једну етапну победу, док је етапну побједу остварио и на Тур оф Белгијум трци.
Године 1967. освојио је друго издање трке Амстел голд рејс и тако постао први холандски побједник трке, након што је Жан Стабленски освојио прво издање. Године 1968. остварио је једну побједу, освојио је трку у Генку, а Тур де Франс је завршио на 26 мјесту, уз друго мјесто на петој етапи. Године 1969, освојио је трку у Лимбургу, што му је била и последња побједа у каријери; исте сезоне завршио је Тур де луксембург на трећем мјесту. Године 1970, завршио је на 12 мјесту на Лијеж—Бастоњ—Лијежу, док је Тур де Франс напустио током осме етапе.
На крају 1970. завршио је каријеру.
Умро је 7. јуна 2018. године, у 77. години живота.